# Archidamos II
Archidamos II, död 427 f.Kr., son till Zeuxidamos, var kung av Sparta och efterträdde 476 f.Kr. sin farfar Leotychidas på posten. Han anses ha varit en kraftig och modig kung.
455 f.Kr. gjorde han slut på det tredje messeniska kriget (som hade varat sedan 464 f.Kr.) genom att erövra bergsfästningen Ithome. Genom att 431 f.Kr. anfalla Attika inledde han det peloponnesiska kriget. Därför har krigets första skede (431-421 f.Kr.) fått namnet archidamiska kriget, även om han dog redan 427 f.Kr.